# Шонан-Мару № 6
Шонан-Мару № 6 — корабель, який під час Другої світової війни взяв участь у операціях японських збройних сил в Океанії.
«Шонан-Мару № 6» спорудили як китобійне судно в 1938 році на верфі Osaka Iron Works для компанії Nippon Suisan.
У певний час корабель реквізували для потреб Імперського флоту Японії та переобладнали в допоміжний мисливець за підводними човнами, що отримав озброєння з однієї 76-мм гармати та одного 7,7-мм кулемета.
Мисливець ніс службу на сході Мікронезії, зокрема, відомо, що в червні 1943-го «Шонан-Мару № 6» ескортував транспорт «Кеншо-Мару» між кількома атолами Маршаллового архіпелагу (Кваджалейн, Вотьє, Малолап та Джалуїт).
30 січня 1944-го «Шонан-Мару № 6» перебував на атолі Кваджалейн, де була головна японська база на Маршаллових островах. Цієї доби американці розпочали операцію заволодіння архіпелагом, при цьому «Шонан-Мару № 6», що мав на борту близько сотні пасажирів та членів екіпажу, був пошкоджений ворожими літаками та викинувся на берег.